# 2004年アテネオリンピックのタイ選手団
2004年アテネオリンピックのタイ選手団（2004ねんアテネオリンピックのタイせんしゅだん）は、2004年8月13日から8月29日にかけてギリシャの首都アテネで開催された2004年アテネオリンピックのタイ選手団、およびその競技結果。

## 概要
今大会は金メダル3個、銀メダル1個、銅メダル4個の合計8個のメダルを獲得した。

## メダル
| メダル | 選手名                             | 競技                 | 種目                   |
| ------ | ---------------------------------- | -------------------- | ---------------------- |
| 金     | マヌス・ブンジュモン               | ボクシング           | 男子ライトウェルター級 |
| 金     | ウドンポーン・ポルサク             | ウエイトリフティング | 女子53kg以下級         |
| 金     | パウィナ・トンスック               | ウエイトリフティング | 女子75kg以下級         |
| 銀     | ウォラポート・ペチコーン           | ボクシング           | 男子バンタム級         |
| 銅     | スリヤー・プラーサントヒンピマーイ | ボクシング           | 男子ミドル級           |
| 銅     | アリー・ウィラサウォーン           | ウエイトリフティング | 女子48kg以下級         |
| 銅     | ワンディー・カメアイム             | ウエイトリフティング | 女子58kg以下級         |
| 銅     | ヤオワパ・ボーラポルチャイ         | テコンドー           | 女子49kg以下級         |